# 阡东镇
阡东镇 是陕西省礼泉县下辖的镇。位于县境东部，距县城20公里，距咸阳市20公里，面积52平方公里，1961年建阡东公社，1984年改镇。人口3.1万。
有公路南通西兰公路，北接礼（泉）泾（阳）公路，为阡（东镇）礼（泉县）公路终点。辖临泾、东桃堡、西桃堡、提戈、力土、北寨子、杨家、陈家、大韩、韩家店、接骨、西王禹、阡东、段张、灰堆、朱赵、梁家、下梁家、底照王家、底照吴家、便子、新庄、赵堡、崔家24个村委会。
农业主产小麦、玉米、苹果。